# Burt Munro
Herbert (Burt) James Munro (25. ožujka 1899. – 6. siječnja 1978.) bio je novozelandski motociklist, poznat po tome što je postavio brzinski rekord za motocikle u klasi motora ispod 1000 ccm (183.586 mph, 295.44 km/h), 26. kolovoza 1967.g, koji stoji i danas (2008.). U vrijeme kad je postavio svoj posljednji rekord, Munro je imao 67 godina i vozio je motor star 46 godina.
Radeći u svom domu u gradu Invercargill, 20 godina je prerađivao svoj motocikl model Indian, kojeg je kupio 1920. Burt je postavio svoj prvi rekord Novog Zelanda 1938., da bi kasnije postavio još sedam.
Burt je putovao na natjecanje u SAD, Bonneville Salt Flats, gdje je pokušavao postavitit svjetske rekorde u brzini. Tijekom svojih deset posjeta postavio je tri rekorda od kojih jedan stoji i danas. 

## Rekordi
- 1962. postavio je svjetski rekord od 288 km/h (178.97 mph) sa svojim motorom prerađenim od motora 850 cc (51 in³).
- 1966. postavio je svjetski rekord od 168.066 mph.
- 1967. postavio je sa svojim motorom prerađenim od motora 950 cc (58 in³) rekord u klasi s 295.44 km/h (183.59 mph). Kako bi se kvalificirao odvozio je jednosmjernu vožnju kada je postigao 305.89 km/h (190.07 mph), najveću ikad službeno zabilježenu brzinu modela Indian. Neslužbeni brzinski rekord (službeno mjeren) je 331 km/h (205.67 mph) za engl. flying mile.